# Rio Ghelinţa
O Rio Ghelinţa é um rio da Romênia, afluente do Râul Negru, localizado no distrito de Covasna.